# 赫勒 (硬幣)

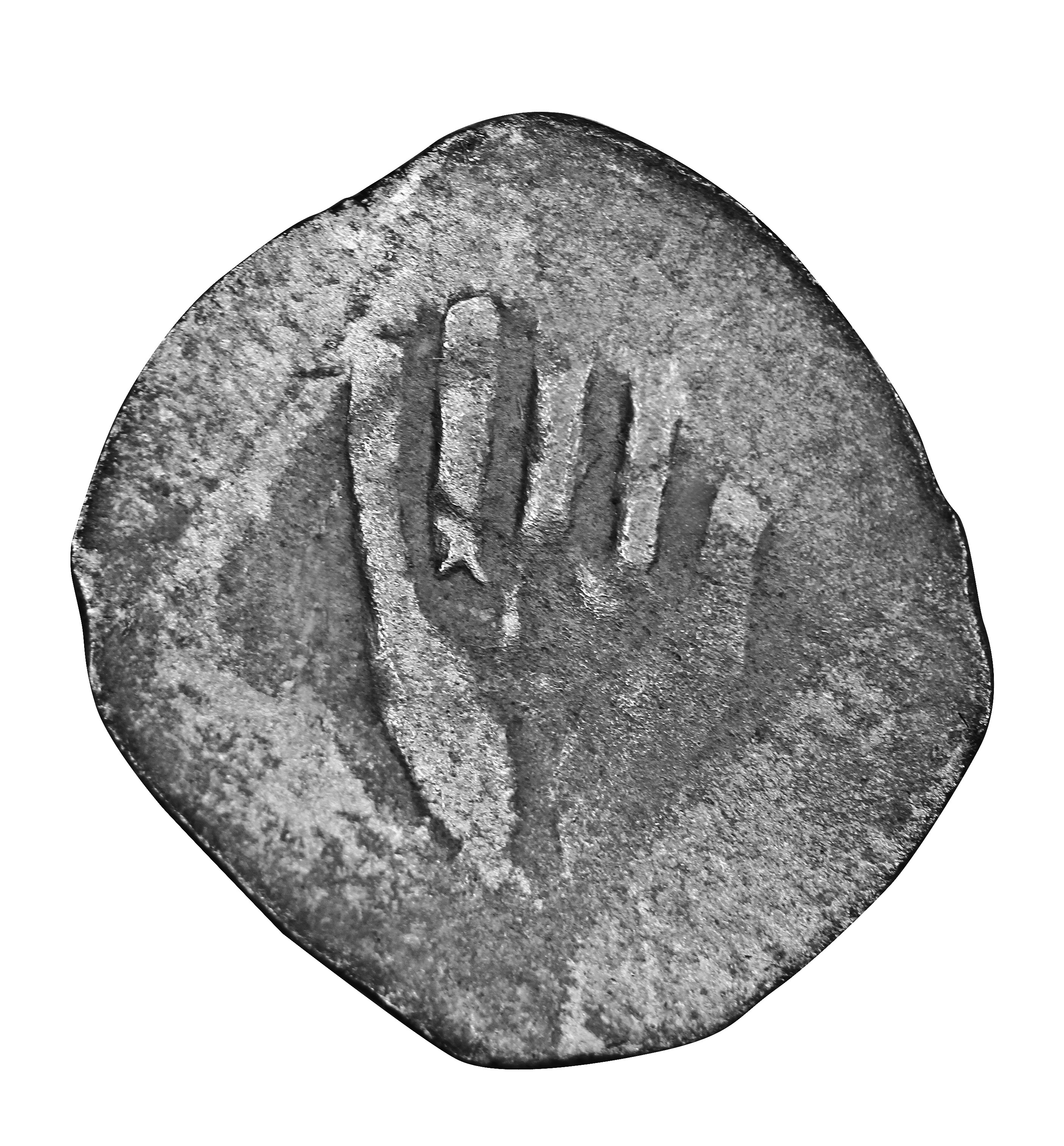
白银交易赫勒(Händelheller)，13 世纪

赫勒 (Heller) ，缩写为hlr ，是一种硬币，最初价值半芬尼，在瑞士和神圣罗马帝国各州发行，在一些欧洲国家一直存在到20世纪。
它首次被记录于 1200 年或 1208 年 ，或者根据 Reiner Hausherr 的说法，早在 1189 年。 赫勒币逐渐贬值，不再是银币了。 1Reichsthaler （“帝国泰勒”）可兌換 576 个赫勒。第二次世界大战后，赫勒貨幣仅在捷克斯洛伐克和匈牙利幸存。
海勒也作为银的重量单位存在，等于1⁄512马克。
在兩次大戰之間的期間內，德国、奥地利和列支敦士登发行了緊急貨幣 ，其中幣值以海勒币计价。

## 名稱
赫勒 (Heller) ，也称为Haller或Häller （德語：[ˈhɛlɐ] ⓘ），拉丁语来源： denarius Hallensis或Hallensis denarius ，得名于 Hall am Kocher 市 （今天的施韦比施哈尔）。  双面印有Häller Pfennige 的银币被称为Händelheller ，因为它们通常描绘一只手。白色赫勒、紅色赫勒和黑色赫勒之間是有區別的。

## 德国

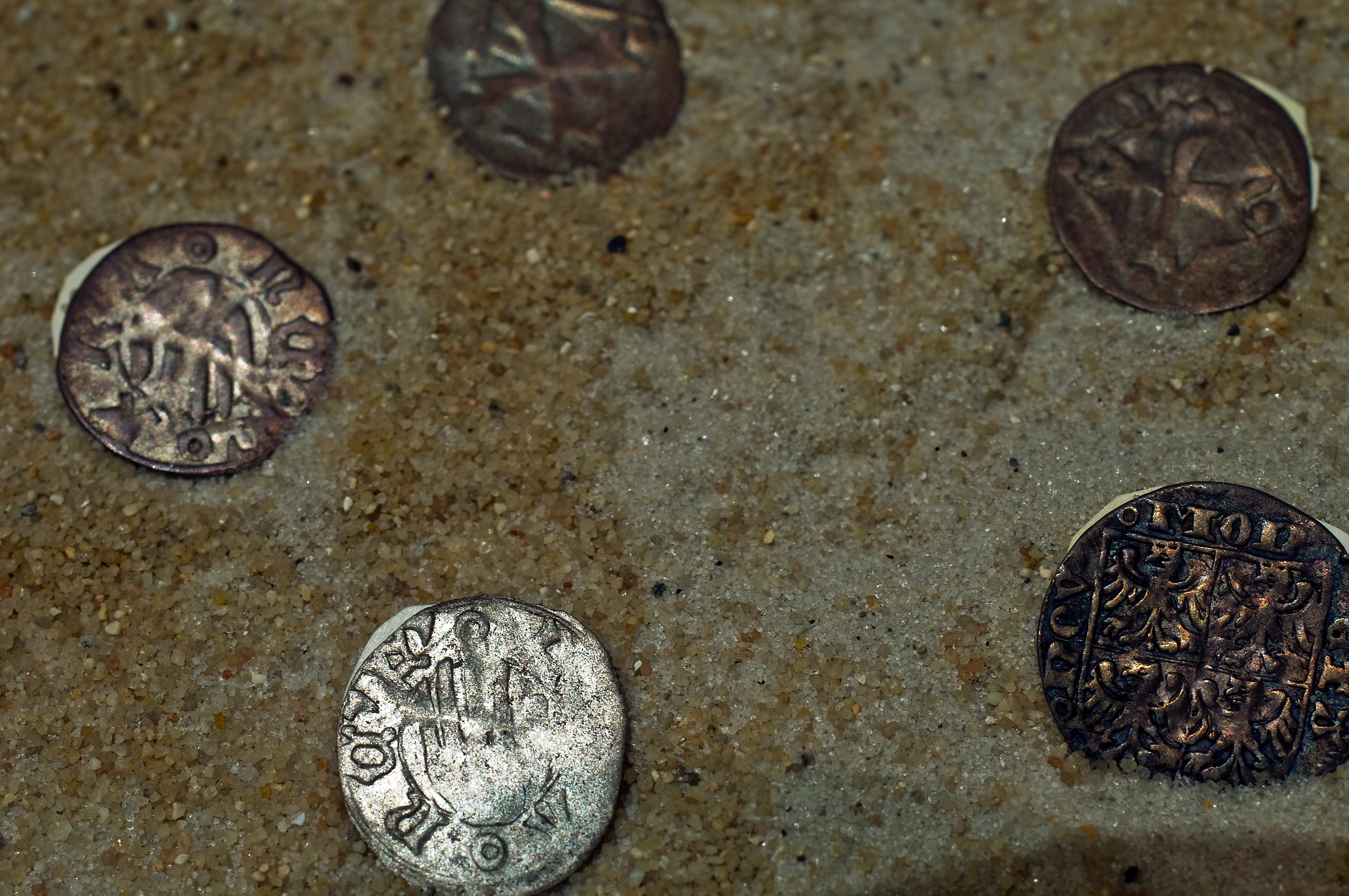
法兰克福赫勒，1428 年

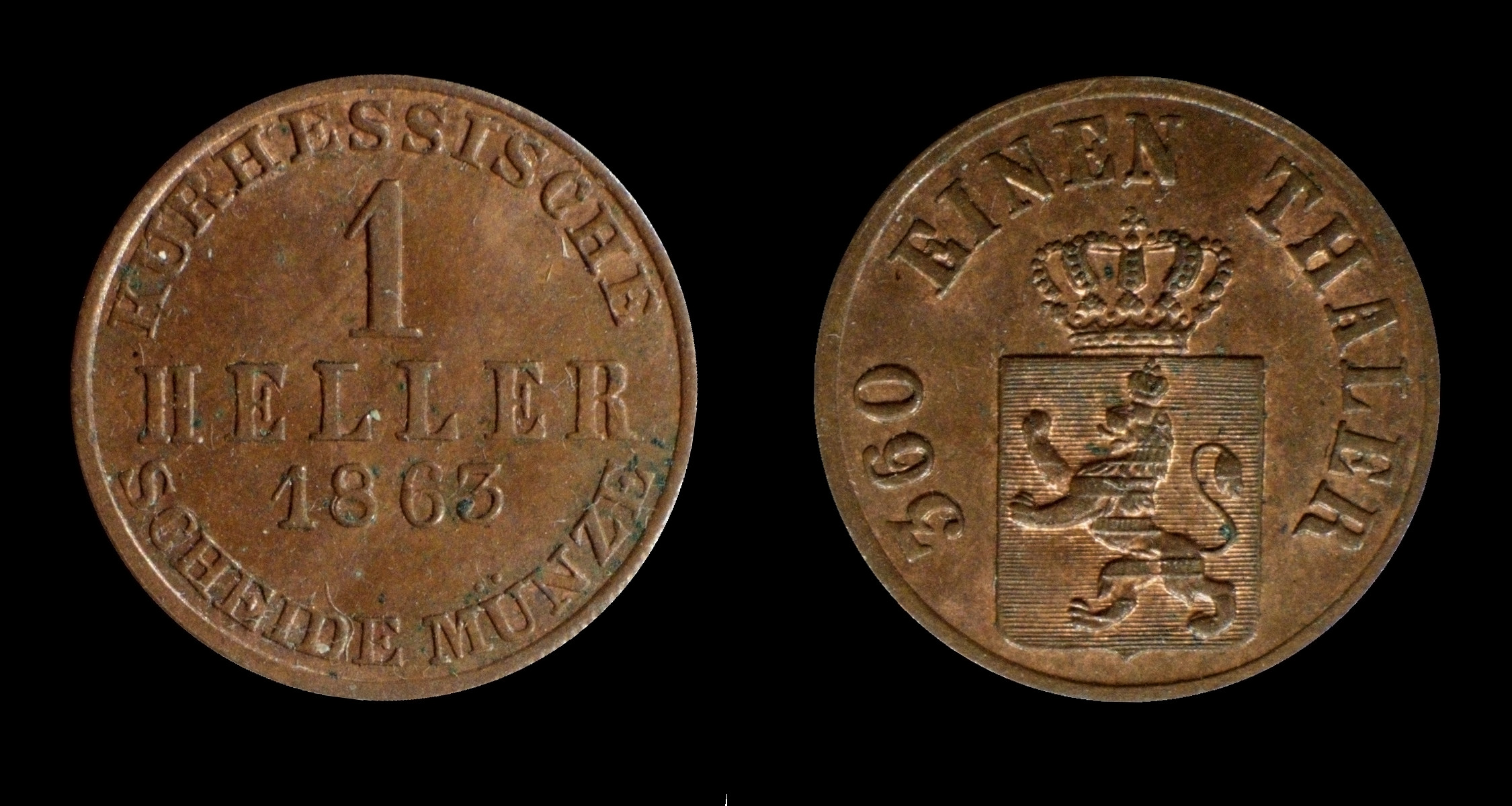
海勒斯，黑森选帝侯，1863 年

### 概述
造币厂从 13 世纪初开始生产这种硬币， 基于之前生产的芬尼银币（Häller Pfennig，有时因正面描绘了一只手而被称为Händelheller ），但其成分随着铜的混合而恶化渐渐地，它不再被认为是银币。海勒有红、白、黑三种颜色。从中世纪开始，它成为低价值的象征，一个常见的德语谚语是“ keinen (roten) Heller wert ”，字面意思是：不值一枚（红色）赫勒，或者“不值一分红”。
直到 1873 年德国统一后，俾斯麦政府在整个德意志帝国引入马克和芬尼作为货币时，赫勒一词才在德国许多州广泛用作小面额硬币的名称。

### 历史
在斯瓦比亚，海勒最初对应于芬尼，因此查理曼镑中有 240海勒。然而，根据 1385 年的帝国法令，赫勒的价值减半，导致 8赫勒= 4芬尼= 1克鲁泽和 4克鲁泽= 1巴岑
由于这些硬币价值低且质量不标准，在中世纪中期和晚期，称量大量赫勒币并根据硬币总重量进行交易是很常见的；这通常导致购买金额以“赫勒磅”为单位，这并不一定对应于查理曼大帝的240赫勒。
在当时的波希米亚上卢萨蒂亚，包岑和格尔利茨城市有权铸造硬币。在15世纪，他们每年交替铸造。格尔利茨·海勒( Katterfinken ) 是一种银币，其含银量在后来逐渐减少。
例如，1490年左右，韦廷家族的银芬尼货币为：24 赫勒 = 12芬尼 = 2 half Schwertpfennig = 1 Spitzpfennig = 1 Bartpfennig或Zinspfennig 。 Hellers是空心的，被称为Hohlhellers ，类似于图林根Hohlpfennigs 。
在萨克森州，低价值的贝塞芬尼(Besselpfennigs)作为“非官方貨幣”流通。在 1668 年的撒克逊文献中，他们被称为Näpfchenheller 。在萨克森州的某些地区，例如在厄尔士山脉，它们成为了一个麻烦。人们更愿意将价值较低的Näpfchenheller扔进收藏袋，这大大减少了收藏收入。例如，这导致安纳贝格引入了特殊的芬尼教堂（ Kirchenpfennige ）。 
在黑森选侯国，銀格羅申被分为12赫勒，因此1赫勒等同于1普鲁士芬尼。德莱赫勒名铜11⁄2萨克森-哥达铸造的芬尼币。
根据 1873 年 7 月 9 日的《铸币法》，随着马克和芬尼的标准帝国货币的过渡，赫勒像所有其他旧货币单位一样消失了（除了简单的Vereinstaler ，它一直流通到 1907 年）。只有依循前古爾登标准的最后一枚巴伐利亚赫勒在 1878 年鑄造之后的相当长一段时间内在巴伐利亚仍然有效，並等同新帝國的金馬克的1⁄2 芬尼硬币。

### 德属东非

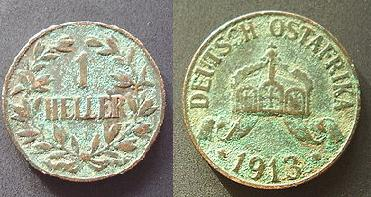
来自德属东非的赫勒

1904年，当政府从德属东非公司手中接管德属东非货币的责任时，德意志赫勒又重新使用了。然而赫勒被引入時为 1/100卢比，而不是当时的 1/64 卢比的比萨。

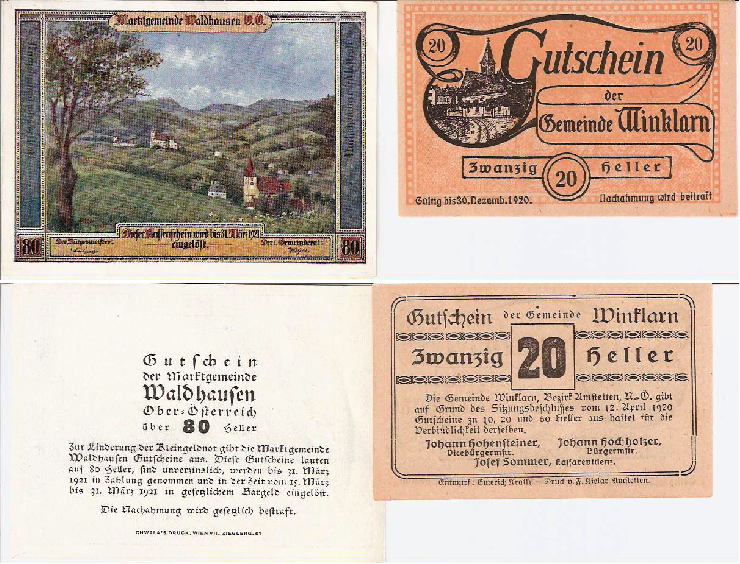
1920 年和 1921 年的 80 和 20 海勒鈔票。

20 世纪 20 年代，海勒货币在德国领土上增大了面额，并印制了纸币来代表其贸易价值。鑄造了價值 1⁄2、1、5、10 和 20 海勒的硬幣。

## 奥匈帝国
在奥匈帝国， 赫勒也是帝国奥地利一半使用的术语，代表奥匈帝国克朗的 1/100（另一个是匈牙利一半的fillér ），並成為由 1892 年到帝國滅亡（1918 年）之後的貨幣。Template:Coin image box 2 singles

## 捷克共和国和斯洛伐克
术语heller 还用于捷克共和国（捷克克朗）和斯洛伐克（斯洛伐克克朗）以及前捷克斯洛伐克（捷克斯洛伐克克朗）价值 1/100克朗（皇冠）的硬币。
只有捷克共和國的貨幣繼續使用 Hellers (haléře)，儘管它們僅作為一種計算手段而存在——捷克國家銀行於 2008 年將硬幣本身從流通中移除，並在理論上用四捨五入到下一個克朗來取代它們。

## 列支敦士登

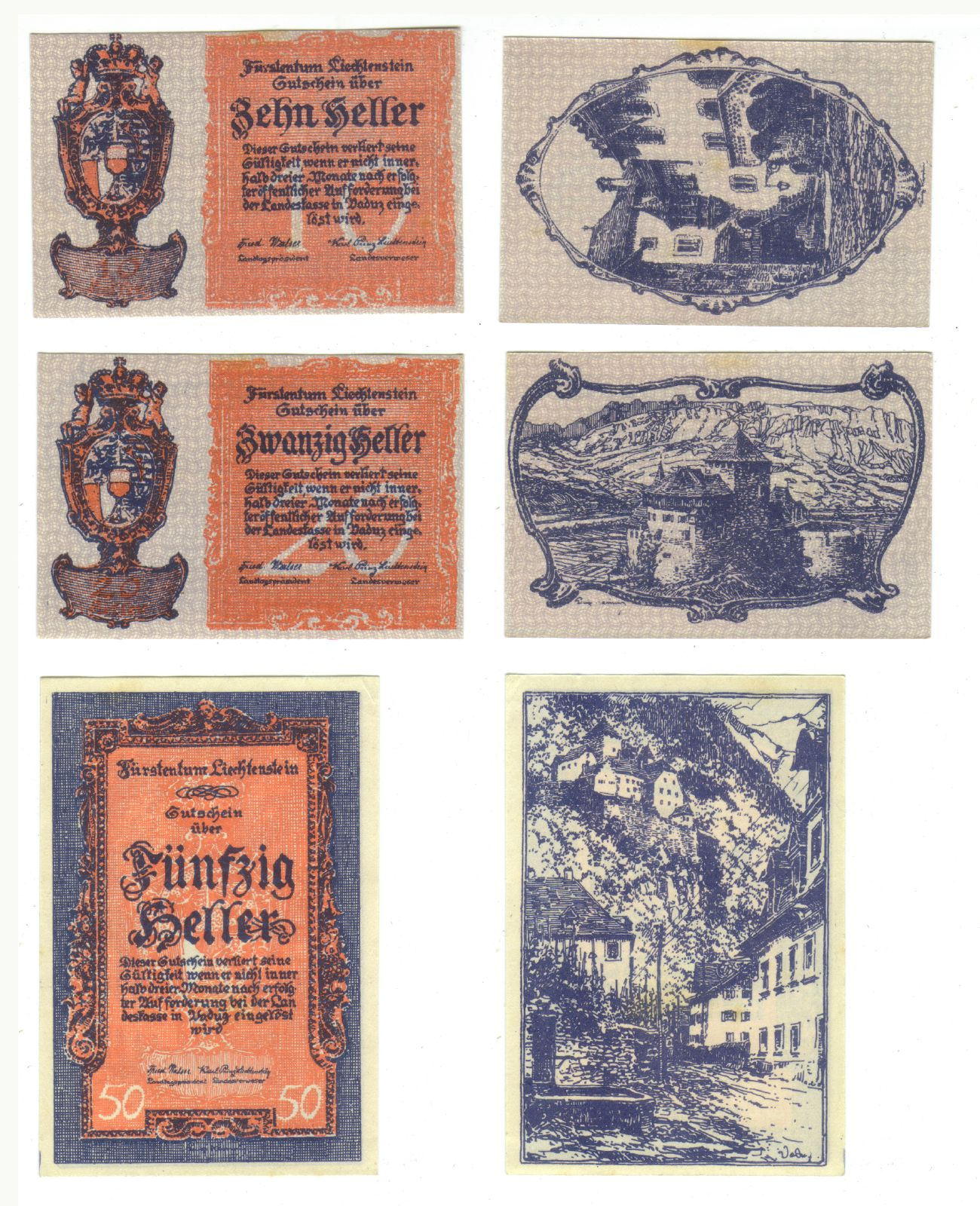
列支敦士登的不同海勒笔记

在列支敦士登，应急资金从 1919 年到 1924 年一直在流通。教派是基于Heller的。

## 瑞士

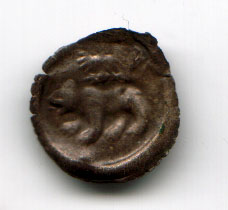
赫勒，伯恩，15 世纪

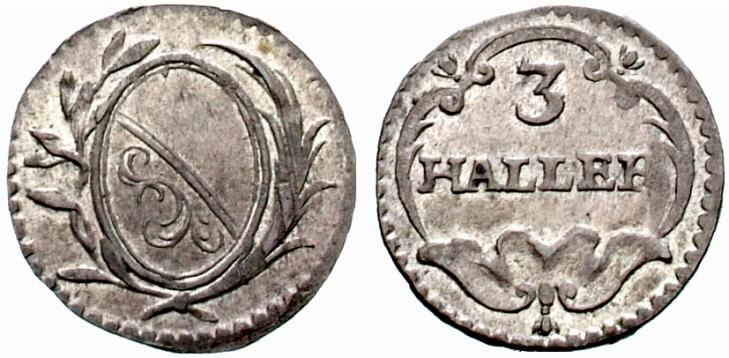
3 赫勒 ，苏黎世，日期未知

在中世纪晚期，哈勒是瑞士联邦地区面值最低的硬币，相当于半芬尼。从 1320 年代起，第一个南德哈勒 ( Haller)传入瑞士北部，取代了小型单面芬尼(Pfennigs) 的生产，后者现在被称为哈勒(Haller)。
从 1370 年起，这个大厅就成为苏黎世城邦和圣加仑王修道院的一个基本单位。作为一种日益贬值的硬币的名称， Haller名义上一直存在到 18 世纪末。

## 在文化方面
《Ein Heller und ein Batzen》是一首著名的学生和士兵歌曲，由阿尔伯特·冯·施利彭巴赫（作词）和弗朗茨·库格勒（作曲）创作。
德国习语Das ist keinen roten Heller wert—— “那不值得一个红色的地狱”——可以追溯到硬币的低价值，意思是某物毫无价值。其他包括eine Schuld auf Heller und Pfennig begleichen （“清偿最后一个heller和pfennig 的债务”，即全额清偿债务）、 seinen letzten Heller verlieren （“失去你的最后一个heller ”）和keinen roten Heller haben （ “没有红色地狱”，即身无分文）。  
Letzter Heller （“最后的海勒”）高速公路服务站位于 Wünnenberg-Haaren 交汇处以北的A 33 高速公路上。早些时候，附近有一家旅馆。周边村庄的居民在帕德博恩购物完步行返回村庄后，在客栈中途停下来“度过最后的时光”。 

## 也可以看看
- 捷克克朗
- 捷克斯洛伐克克朗
- 波西米亚-摩拉维亚克朗
- 奧匈帝國古爾登
- 奧匈帝國克朗